# 메트로 스테이션
메트로 스테이션(Metro Station)은 로스앤젤레스 출신의 팝 록 밴드이다.

## 디스코그래피
- Metro Station (2007)
- Savior (2015)